# México en los Juegos Olímpicos de Londres 1948
México estuvo representado en los Juegos Olímpicos de Londres 1948 por un total de 88 deportistas, 81 hombres y 7 mujeres, que compitieron en 14 deportes.
El portador de la bandera en la ceremonia de apertura fue el tirador Francisco Bustamente.

## Medallistas
El equipo olímpico mexicano obtuvo las siguientes medallas:
| Nombre                                                                                       | Deporte | Competición                |
| -------------------------------------------------------------------------------------------- | ------- | -------------------------- |
| Oro                                                                                          |         |                            |
| Humberto Mariles Cortés (Arete)                                                              | Hípica  | Saltos ind.                |
| Humberto Mariles Cortés (Arete) Rubén Uriza Castro (Hatuey) Alberto Valdés Ramos (Chihuahua) | Hípica  | Saltos por eqs.            |
| Plata                                                                                        |         |                            |
| Rubén Uriza Castro (Hatuey)                                                                  | Hípica  | Saltos ind.                |
| Bronce                                                                                       |         |                            |
| Raúl Campero (Tarahumara) Humberto Mariles Cortés (Parral) Joaquín Solano (Malinche)         | Hípica  | Concurso completo por eqs. |
| Joaquín Capilla                                                                              | Saltos  | Plataforma 10 m M          |

## Resultados por deporte

### Atletismo
México compitió en los 100, 200 y 400 metros, así como en los saltos de longitud y triple y en lanzamiento de martillo por primera vez desde 1932.
Varonil
Pista y ruta
| Atleta                  | Evento | Heat        | Heat     | Cuartos de final | Cuartos de final | Semifinal | Semifinal | Final     | Final     |
| Atleta                  | Evento | Resultado   | Posición | Resultado        | Posición         | Resultado | Posición  | Resultado | Posición  |
| ----------------------- | ------ | ----------- | -------- | ---------------- | ---------------- | --------- | --------- | --------- | --------- |
| Gonzalo Rodríguez Silva | 100 m  | 11.97       | 6        | No avanzó        | No avanzó        | No avanzó | No avanzó | No avanzó | No avanzó |
| Gonzalo Rodríguez Silva | 200 m  | Desconocido | 5        | No avanzó        | No avanzó        | No avanzó | No avanzó | No avanzó | No avanzó |
| Carlos Monges           | 400 m  | 50.9        | 3        | No avanzó        | No avanzó        | No avanzó | No avanzó | No avanzó | No avanzó |
| Martín Alarcón Hisojo   | 5000 m | Desconocido | 8        |                  |                  |           |           | No avanzó | No avanzó |

Eventos de campo
| Atleta                    | Evento                  | Clasificación | Clasificación | Final     | Final     |
| Atleta                    | Evento                  | Distancia     | Posición      | Distancia | Posición  |
| ------------------------- | ----------------------- | ------------- | ------------- | --------- | --------- |
| Jorge Aguirre Martín      | Salto de longitud       | 5.91          | 20            | No avanzó | No avanzó |
| Jorge Aguirre Martín      | Salto triple            | Desconocido   | 26-27         | No avanzó | No avanzó |
| Francisco González Suaste | Lanzamiento de martillo | 39.50         | 24            | No avanzó | No avanzó |

### Basquetbol
Torneo masculino
| Selección de Baloncesto de México |
| Jugadores                         |
| Nombre                            |
| Alberto Bienvenu                  |
| Ángel Acuña Lizaña                |
| Emilio López Enríquez             |
| Fernando Rojas Herrera            |
| Francisco Galindo Chávez          |
| Héctor Guerrero Delgado           |
| Ignacio Romo Porchas              |
| Isaac Alfaro Loza                 |
| Jorge Cardiel                     |
| Jorge Gudiño                      |
| José “Joe” Cabrera Granada        |
| José Rojas Herrera                |
| Josué Santos                      |
| Rodolfo Díaz Mercado              |

| Fecha | Ronda                          | Local          |                           | Resultado |                          | Visitante     |
| ----- | ------------------------------ | -------------- | ------------------------- | --------- | ------------------------ | ------------- |
|       | Primera ronda - Grupo D        | México         | Bandera de México         | 39:31     | Bandera de Cuba          | Cuba          |
|       | Primera ronda - Grupo D        | México         | Bandera de México         | 71:9      | Bandera de Irlanda       | Irlanda       |
|       | Primera ronda - Grupo D        | México         | Bandera de México         | 56:42     | Bandera de Francia       | Francia       |
|       | Primera ronda - Grupo D        | México         | Bandera de México         | 68:27     | Bandera de Irán          | Irán          |
|       | Cuartos de final               | México         | Bandera de México         | 43:32     | Bandera de Corea del Sur | Corea del Sur |
|       | Semifinal                      | Estados Unidos | Bandera de Estados Unidos | 71:40     | Bandera de México        | México        |
|       | Juego por la Medalla de bronce | México         | Bandera de México         | 47:52     | Bandera de Brasil        | Brasil        |

### Boxeo
Después de dos Juegos Olímpicos subiendo al podio, México se quedó sin medallas en esta edición. Con solo un representante, es el equipo mexicano de boxeo más pequeño de la historia.
| Atleta     | Evento     | Ronda de 32        | Ronda de 16        | Cuartos de final   | Semifinales        | Final              | Final     |
| Atleta     | Evento     | Oponente Resultado | Oponente Resultado | Oponente Resultado | Oponente Resultado | Oponente Resultado | Posición  |
| ---------- | ---------- | ------------------ | ------------------ | ------------------ | ------------------ | ------------------ | --------- |
| Edel Ojeda | Peso gallo | Proffitt (GBR) G   | Vicente (ESP) DQF3 | No avanzó          | No avanzó          | No avanzó          | No avanzó |

### Ciclismo
México participó por segunda vez en el ciclismo olímpico, regresando después de su última aparición en 1932.
Con cinco ciclistas, rompió su récord de participantes en el deporte, e hizo su primera aparición en la prueba de equipos en ruta.

#### Ruta
| Atleta                                                              | Evento     | Tiempo        | Posición      |
| ------------------------------------------------------------------- | ---------- | ------------- | ------------- |
| Plácido Hernández                                                   | Individual | No terminó    | No terminó    |
| Francisco Rodríguez Ledesma                                         | Individual | No terminó    | No terminó    |
| Gabino Rodríguez Rodela                                             | Individual | No terminó    | No terminó    |
| Manuel Solís Archundia                                              | Individual | No terminó    | No terminó    |
| Plácido Hernández Francisco Rodríguez Gabino Rodríguez Manuel Solís | Equipo     | No terminaron | No terminaron |

#### Pista
| Atleta                 | Evento       | Tiempo | Posición |
| ---------------------- | ------------ | ------ | -------- |
| Adolfo Romero Quiñones | Contrarreloj | 1:22.7 | 18       |

| Adolfo Romero Quiñones | Velocidad individual | Welt AUT P | \|Lacourse CAN P | No avanzó | No avanzó | No avanzó | No avanzó | No avanzó | No avanzó |

### Clavados
México ganó su primera medalla olímpica en Clavados en su cuarta participación consecutiva en este deporte.
Ibone Belausteguigoitia se convirtió el 31 de julio en la primera mujer en representar a México en este deporte.
Varonil
| Atleta           | Evento               | Final  | Final             |
| Atleta           | Evento               | Puntos | Posición          |
| ---------------- | -------------------- | ------ | ----------------- |
| Joaquín Capilla  | Trampolín 3 metros   | 141.79 | 4                 |
| Diego Mariscal   | Trampolín 3 metros   | 107.79 | 17                |
| Diego Mariscal   | Plataforma 10 metros | 95.14  | 13                |
| Joaquín Capilla  | Plataforma 10 metros | 113.52 | Medalla de bronce |
| Gustavo Somohano | Plataforma 10 metros | 91.98  | 14                |

Femenil
| Atleta                  | Evento               | Final  | Final    |
| Atleta                  | Evento               | Puntos | Posición |
| ----------------------- | -------------------- | ------ | -------- |
| Ibone Belausteguigoitia | Trampolín 3 metros   | 58.18  | 16       |
| Rosa Gutiérrez de Pardo | Plataforma 10 metros | 41.88  | 14       |

### Equitación
Humberto Mariles se convirtió en el único mexicano en ganar tres medallas en unos mismos Juegos Olímpicos.

#### Adiestramiento
Gabriel Gracida compitió en sus segundos Juegos Olímpicos, 16 años después de presentarse en Los Ángeles 1932
| Atleta                    | Caballo | Evento     | Puntuación | Posición |
| ------------------------- | ------- | ---------- | ---------- | -------- |
| Gabriel Gracida Jaramillo | Kamcia  | Individual | 248.5      | 18       |

#### Concurso completo
| Atleta                                       | Caballo                    | Evento     | Adiestramiento | Adiestramiento | Cross-country | Cross-country | Cross-country | Salto   | Salto    | Total   | Total             |
| Atleta                                       | Caballo                    | Evento     | Puntos         | Posición       | Puntos        | Total         | Posición      | Puntos  | Posición | Puntos  | Posición          |
| -------------------------------------------- | -------------------------- | ---------- | -------------- | -------------- | ------------- | ------------- | ------------- | ------- | -------- | ------- | ----------------- |
| Raúl Campero                                 | Tarahumara                 | Individual | -128.00        | 24             | 39.00         | -89.00        | 23            | 31.50   | 3        | -120.50 | 22                |
| Humberto Mariles                             | Parral                     | Individual | -134.00        | 28             | 75.00         | -59.00        | 18            | 2.75    | 20       | -61.75  | 12                |
| Joaquín Solano                               | Malinche                   | Individual | -149.00        | 36             | 36.00         | -113.00       | 29            | 10      | 17       | -123.00 | 23                |
| Raúl Campero Humberto Mariles Joaquín Solano | Tarahumara Parral Malinche | Equipo     | -411.00        | 9              | -261.00       | 5             |               | -305.25 | 3        |         | Medalla de bronce |

#### Salto
Con las medallas de oro, México se convirtió en el primer país de América en ganar estas pruebas en la historia olímpica.
| Atleta                                      | Caballo                | Evento     | Penalizaciones | Penalizaciones | Penalizaciones | Desempate      | Desempate | Posición         |
| Atleta                                      | Caballo                | Evento     | Salto          | Tiempo         | Total          | Penalizaciones | Tiempo    | Posición         |
| ------------------------------------------- | ---------------------- | ---------- | -------------- | -------------- | -------------- | -------------- | --------- | ---------------- |
| Humberto Mariles                            | Arete                  | Individual | 4              | 2.25           | 6.25           | -              | -         | Medalla de oro   |
| Rubén Uriza                                 | Harvey                 | Individual | 8              | 0              | 8              | 0              | 49.1      | Medalla de plata |
| Alberto Valdés                              | Chihuahua              | Individual | 20             | 0              | 20             | -              | -         | 10               |
| Humberto Mariles Rubén Uriza Alberto Valdés | Arete Harvey Chihuahua | Equipo     | 32.00          | 2.25           | 34.25          | -              | -         | Medalla de oro   |

### Esgrima
México regresó a las pruebas de florete, sable, espada por equipos y sable por equipos varonil ocho años después de su última participación en 1932.
El país también regresó a las pruebas de florete femenil a 8 años de su última participación, y estableció un récord de competidoras femeninas al inscribir a tres esgrimistas.
Antonio Haro participó en sus terceros Juegos Olímpicos y se convirtió en el primer mexicano en participar en una final olímpica de esgrima. 
Francisco Valero compitió en sus segundos juegos.
Varonil
| Atleta                                                        | Evento             | Primera ronda | Primera ronda | Primera ronda | Cuartos de final | Cuartos de final | Cuartos de final | Semifinal    | Semifinal    | Semifinal    | Final        | Final        | Final        |
| Atleta                                                        | Evento             | CG            | CP            | Posición      | CG               | CP               | Posición         | CG           | CP           | Posición     | CG           | CP           | Posición     |
| ------------------------------------------------------------- | ------------------ | ------------- | ------------- | ------------- | ---------------- | ---------------- | ---------------- | ------------ | ------------ | ------------ | ------------ | ------------ | ------------ |
| Antonio Haro Oliva                                            | Espada             | 3             | 3             | 2             | 1                | 5                | 7                | No avanzó    | No avanzó    | No avanzó    | No avanzó    | No avanzó    | No avanzó    |
| Emilio Meraz                                                  | Espada             | 2             | 4             | 5             | No avanzó        | No avanzó        | No avanzó        | No avanzó    | No avanzó    | No avanzó    | No avanzó    | No avanzó    | No avanzó    |
| Francisco Valero Recio                                        | Espada             | 0             | 7             | 8             | No avanzó        | No avanzó        | No avanzó        | No avanzó    | No avanzó    | No avanzó    | No avanzó    | No avanzó    | No avanzó    |
| Antonio Haro Emilio Meraz Francisco Valero Benito Ramos Ramos | Espada por equipos | 8             | 17            | 3             | No avanzaron     | No avanzaron     | No avanzaron     | No avanzaron | No avanzaron | No avanzaron | No avanzaron | No avanzaron | No avanzaron |
| Alfredo Grisi                                                 | Florete            | 0             | 5             | 6             | No avanzó        | No avanzó        | No avanzó        | No avanzó    | No avanzó    | No avanzó    | No avanzó    | No avanzó    | No avanzó    |
| Antonio Haro                                                  | Sable              | 4             | 2             | 2             | 3                | 4                | 4                | 4            | 3            | 4            | 1            | 6            | 8            |
| Benito Ramos                                                  | Sable              | 1             | 3             | 4             | No avanzó        | No avanzó        | No avanzó        | No avanzó    | No avanzó    | No avanzó    | No avanzó    | No avanzó    | No avanzó    |
| Fidel Luna                                                    | Sable              | 0             | 4             | 7             | No avanzó        | No avanzó        | No avanzó        | No avanzó    | No avanzó    | No avanzó    | No avanzó    | No avanzó    | No avanzó    |
| Fidel Luna Antonio Haro Benito Ramos Francisco Valero         | Sable por equipos  | 5             | 22            | 3             | No avanzó        | No avanzó        | No avanzó        | No avanzó    | No avanzó    | No avanzó    | No avanzó    | No avanzó    | No avanzó    |

Femenil
Nadia Boudesoque y Enriqueta Mayore ganaron dos combates cada una, los cuales se convirtieron en los primeros triunfos en esgrima de México en su rama femenil.
| Atleta              | Evento  | Primera ronda | Primera ronda | Primera ronda | Semifinales | Semifinales | Semifinales | Final     | Final     | Final     |
| Atleta              | Evento  | CG            | CP            | Posición      | CG          | CP          | Posición    | CG        | CP        | Posición  |
| ------------------- | ------- | ------------- | ------------- | ------------- | ----------- | ----------- | ----------- | --------- | --------- | --------- |
| Nadia Boudesoque    | Florete | 2             | 4             | 6             | No avanzó   | No avanzó   | No avanzó   | No avanzó | No avanzó | No avanzó |
| Enriqueta Mayore    | Florete | 2             | 3             | 5             | No avanzó   | No avanzó   | No avanzó   | No avanzó | No avanzó | No avanzó |
| Emma Ruíz Velásquez | Florete | 0             | 6             | 7             | No avanzó   | No avanzó   | No avanzó   | No avanzó | No avanzó | No avanzó |

### Futbol
México volvió a participar en el torneo de futbol olímpico después de presentarse por última vez en Ámsterdam 1928.
Plantel
Resultados
Octavos de final
| 2 de agosto de 1948, 18:30 | Corea del Sur                                                 | 5:3 (2:1) | México                                 | Champion Hill, Dulwich, Reino Unido                    |                                                        |
|                            | Song-gon 13' · Chon-go 30' · Kook-chin 63' (66) · Nam-sik 87' |           | Cárdenas 23' · Figueroa 85' · Ruiz 89' | Asistencia: 6,500 espectadores Árbitro(s): Leo Lemesic | Asistencia: 6,500 espectadores Árbitro(s): Leo Lemesic |

### Gimnasia
México compitió en gimnasia por segunda vez en su historia y rompió su récord de participantes al inscribir a cinco gimnastas, grupo que fue el más pequeño de todos los países participantes.
México compitió por primera vez en la prueba por equipos, en el All-around individual y en los ejercicios de piso.
Ismael Mosqueira Castela acudió como reserva pero no participó en ninguna prueba
| Atleta                                                                    | Evento                 | Final      | Final    |
| Atleta                                                                    | Evento                 | Puntuación | Posición |
| ------------------------------------------------------------------------- | ---------------------- | ---------- | -------- |
| Jorge Castro Valdés                                                       | All-Around             | 103.9      | 116      |
| Jorge Castro Valdés                                                       | Anillos                | 14.5       | 116      |
| Jorge Castro Valdés                                                       | Barra horizontal       | 17.0       | 108      |
| Jorge Castro Valdés                                                       | Barras paralelas       | 14.5       | 118      |
| Jorge Castro Valdés                                                       | Caballo con arzones    | 11.0       | 120      |
| Jorge Castro Valdés                                                       | Salto de caballo       | 26.9       | 107      |
| Jorge Castro Valdés                                                       | Piso                   | 20.0       | 114      |
| Rubén Lira                                                                | All-Around             | 98.95      | 117      |
| Rubén Lira                                                                | Anillos                | 13.2       | 118      |
| Rubén Lira                                                                | Barra horizontal       | 17.0       | 108      |
| Rubén Lira                                                                | Barras paralelas       | 12.25      | 119      |
| Rubén Lira                                                                | Caballo con arzones    | 14.0       | 113      |
| Rubén Lira                                                                | Salto de caballo       | 25.5       | 108      |
| Rubén Lira                                                                | Piso                   | 17.0       | 117      |
| Dionisio Aguilar                                                          | All-Around             | 81.8       | 118      |
| Dionisio Aguilar                                                          | Anillos                | 11.4       | 119      |
| Dionisio Aguilar                                                          | Barra horizontal       | 8.0        | 119      |
| Dionisio Aguilar                                                          | Barras paralelas       | 17.0       | 115      |
| Dionisio Aguilar                                                          | Caballo con arzones    | 14.0       | 113      |
| Dionisio Aguilar                                                          | Salto de caballo       | 20.4       | 113      |
| Dionisio Aguilar                                                          | Piso                   | 11.0       | 120      |
| Everardo Ríos                                                             | All-Around             | 55.2       | 120      |
| Everardo Ríos                                                             | Anillos                | 11.0       | 120      |
| Everardo Ríos                                                             | Barra horizontal       | 6.0        | 120      |
| Everardo Ríos                                                             | Barras paralelas       | 9.5        | 120      |
| Everardo Ríos                                                             | Caballo con arzones    | 4.7        | 121      |
| Everardo Ríos                                                             | Salto de caballo       | 12.0       | 119      |
| Everardo Ríos                                                             | Piso                   | 12.0       | 119      |
| Nicanor Villarreal                                                        | All-Around             | 4.0        | 122      |
| Nicanor Villarreal                                                        | Piso                   | 4.0        | 121      |
| Jorge Castro Rubén Lira Dionisio Aguilar Everardo Ríos Nicanor Villarreal | All-Around por equipos | 343.85     | 16       |

### Halterofilia
Fue la primera vez que México compitió en la halterofilia olímpica.
| Atleta          | Evento   | Prensa | Arranque | Envión | Total | Posición |
| --------------- | -------- | ------ | -------- | ------ | ----- | -------- |
| Marcelino Salas | 56 kg.   | 60     | 70       | 100    | 230   | 19       |
| Hugo Banda      | 67.5 kg. | 85     | 80       | 107.5  | 272.5 | 21       |
| Armando Rueda   | 75 kg.   | 100    | 95       | 120    | 315   | 17       |

### Lucha
México participó en la lucha olímpica por primera vez desde 1932 e hizo su debut en las categorías de peso ligero y peso medio. Con 4 competidores el país estableció un récord de competidores.
Los luchadores eran eliminados al acumular cinco "puntos negativos".
Libre
| Atleta                   | Evento      | Ronda 1            | Ronda 2            | Ronda 3            | Ronda 4            | Final              | Puntos    | Posición  |
| Atleta                   | Evento      | Oponente Resultado | Oponente Resultado | Oponente Resultado | Oponente Resultado | Oponente Resultado | Puntos    | Posición  |
| ------------------------ | ----------- | ------------------ | ------------------ | ------------------ | ------------------ | ------------------ | --------- | --------- |
| Delmiro Bernal           | Peso pluma  | Hamid (EGY) P      | Sjölin (SWE) P     | No avanzó          | No avanzó          | No avanzó          | No avanzó | No avanzó |
| José Luis Pérez Valencia | Peso ligero | Baumann (SWI) P    | Se retiró          | Se retiró          | Se retiró          | Se retiró          | Se retiró | Se retiró |
| Eduardo Estrada Ojeda    | Peso wélter | Zandi (IRI) P      | Barghava (IND) P   | No avanzó          | No avanzó          | No avanzó          | No avanzó | No avanzó |
| Eduardo Assam            | Peso medio  | Bowey (GBR) P      | Sepponen (FIN) P   | No avanzó          | No avanzó          | No avanzó          | No avanzó | No avanzó |

### Natación
México participó en la natación por primera vez desde 1932.
Con 9 nadadores, el país tuvo la que en ese momento era su delegación más grande de la historia en ese deporte.
Alberto Isaac, Apolonio Castillo y Magda Bruggemann lograron superar por primera vez la primera fase y competir en una semifinal. 
Clemente Mejía Y el equipo de relevos, disputaron por primera vez una gran final, y en el caso de Mejía, con su cuarto lugar, fue la mejor posición de un mexicano en la piscina hasta ese momento.
El país participó por primera vez en la rama femenil del deporte, e hizo también su debut en los 100 metros estilo libre, en los 100 metros dorso y en los relevos 4x200 metros.
Varonil
| Atleta                                                      | Evento               | Heat    | Heat     | Semifinal | Semifinal | Final     | Final     |
| Atleta                                                      | Evento               | Tiempo  | Posición | Tiempo    | Posición  | Tiempo    | Posición  |
| ----------------------------------------------------------- | -------------------- | ------- | -------- | --------- | --------- | --------- | --------- |
| Alberto Isaac                                               | 100 m libre          | 1:00.1  | 2        | 1:00.4    | 7         | No avanzó | No avanzó |
| Ramón Bravo                                                 | 1500 m libre         | 20:45.5 | 19       | No avanzó | No avanzó | No avanzó | No avanzó |
| Ángel Maldonado                                             | 1500 m libre         | 20:47.2 | 21       | No avanzó | No avanzó | No avanzó | No avanzó |
| César Borja Pineda                                          | 1500 m libre         | 21:15.8 | 25       | No avanzó | No avanzó | No avanzó | No avanzó |
| Ramón Bravo Ángel Maldonado Apolonio Castillo Alberto Isaac | Relevo 4x200 m libre | 9:23.4  | 4        | -         | -         | 9:20.2    | 7         |
| Tonatiuh Gutiérrez                                          | 100 m dorso          | 1:15.6  | 6        | No avanzó | No avanzó | No avanzó | No avanzó |
| Clemente Mejía                                              | 100 m dorso          | 1:09.8  | 3        | 1:09.6    | 4         | 1:09.0    | 4         |
| Apolonio Castillo                                           | 200 m pecho          | 2:50.7  | 15       | 2:53.5    | 15        | No avanzó | No avanzó |

Femenil
| Atleta             | Evento      | Heat   | Heat     | Semifinal | Semifinal | Final     | Final     |
| Atleta             | Evento      | Tiempo | Posición | Tiempo    | Posición  | Tiempo    | Posición  |
| ------------------ | ----------- | ------ | -------- | --------- | --------- | --------- | --------- |
| Magda Bruggemann   | 100 m libre | 1:12.5 | 25       | No avanzó | No avanzó | No avanzó | No avanzó |
| Magda Bruggemann   | 400 m libre | 5:43.8 | 14       | 5:42.4    | 13        | No avanzó | No avanzó |
| Magda Bruggemann   | 100 m dorso | 1:21.4 | 17       | No avanzó | No avanzó | No avanzó | No avanzó |
| Helga Diederichsen | 200 m pecho | 3:27.8 | 6        | No avanzó | No avanzó | No avanzó | No avanzó |

### Pentatlón Moderno
| Atleta                  | Equitación (cross-country)  | Equitación (cross-country) | Equitación (cross-country) | Equitación (cross-country) | Esgrima (espada - un toque) | Esgrima (espada - un toque) | Tiro (10 m pistola de aire) | Tiro (10 m pistola de aire) | Natación (300 m estilo libre) | Natación (300 m estilo libre) | Carrera (4000 m) | Carrera (4000 m) | Total de puntos | Posición final |
| Atleta                  | Penalizaciones de obstáculo | Penalizaciones de tiempo   | Tiempo                     | Posición                   | Victorias                   | Posición                    | Puntos                      | Posición                    | Tiempo                        | Posición                      | Tiempo           | Posición         | Total de puntos | Posición final |
| ----------------------- | --------------------------- | -------------------------- | -------------------------- | -------------------------- | --------------------------- | --------------------------- | --------------------------- | --------------------------- | ----------------------------- | ----------------------------- | ---------------- | ---------------- | --------------- | -------------- |
| Alejandro Quiroz Gálvez | 0                           | 39.5                       | 11:18.3                    | 29                         | 15                          | 31                          | 186                         | 16                          | 5:26.2                        | 27                            | 16:31.7          | 27               | 130             | 33             |
| Ricardo García Rojas    | 0                           | 0                          | 9:49.8                     | 8                          | 12                          | 40                          | 148                         | 43                          | 4:42.4                        | 10                            | 16:50.7          | 33               | 134             | 35             |

### Tiro
México tuvo 9 deportistas en las pruebas de tiro, rompiendo su récord de participantes que hasta este momento era de 5.
Gustavo Huet compitió en sus terceros Juegos Olímpicos.
El país debutó en la prueba de rifle de tres posiciones.
| Atleta                              | Evento                       | Final   | Final  | Final    |
| Atleta                              | Evento                       | Blancos | Puntos | Posición |
| ----------------------------------- | ---------------------------- | ------- | ------ | -------- |
| Ernesto Montemayor Sr.              | Pistola rápida 25 metros     | 60      | 550    | 14       |
| Francisco Bustamante Cruz           | Pistola rápida 25 metros     | 60      | 539    | 18       |
| José Guadalupe Alanís               | Pistola rápida 25 metros     | 57      | 529    | 44       |
| Gustavo Huet Bobadilla              | Rifle 50 m, posición tendida | -       | 588    | 30       |
| Óscar Lozano Soto                   | Rifle 50 m, posición tendida | -       | 590    | 26       |
| José Guadalupe de la Torre González | Rifle 50 m, posición tendida | -       | 580    | 53       |

| Atleta                    | Evento                   | Puntuación | Puntuación  | Puntuación | Puntuación | Posición |
| Atleta                    | Evento                   | Tendido    | Arrodillado | De pie     | Total      | Posición |
| ------------------------- | ------------------------ | ---------- | ----------- | ---------- | ---------- | -------- |
| Gilberto Martínez Fuentes | Rifle de tres posiciones | 329        | 298         | 288        | 915        | 31       |
| José Nozari               | Rifle de tres posiciones | 372        | 337         | 301        | 1013       | 22       |
| José Reyes Rodríguez      | Rifle de tres posiciones | 324        | 312         | 308        | 944        | 29       |